# Katzensee
Der Katzensee (oder schweizerdeutsch Chatzesee) ist ein See in der Schweiz an der Gemeindegrenze zwischen der Stadt Zürich und Regensdorf im Kanton Zürich. Auch der kleine Büsisee wird zu den Katzenseen gezählt.

## Topografie

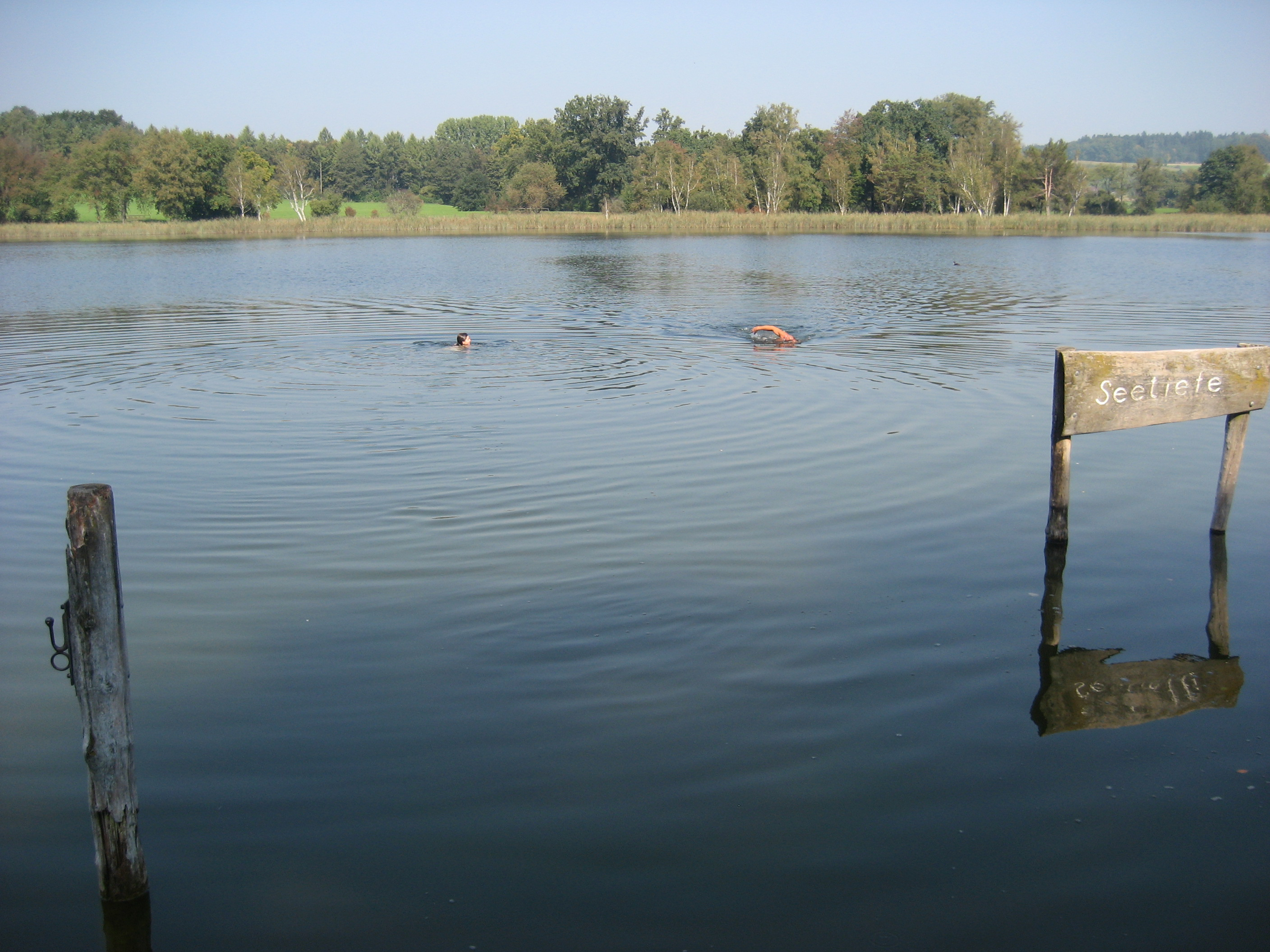
Blick auf den Katzensee vom Strandbad aus

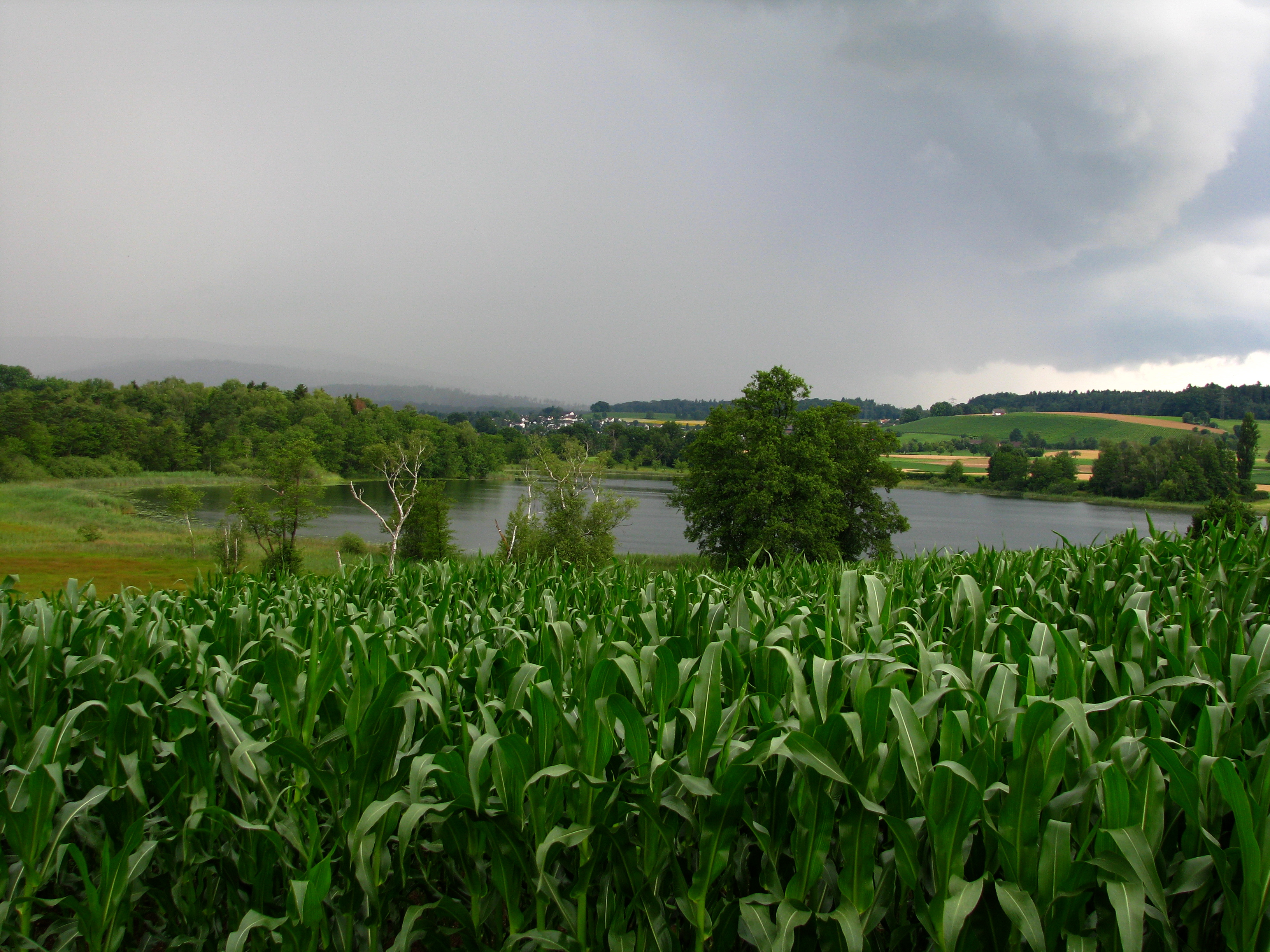
Der obere Katzensee, Ansicht von Südosten

Der See ist 1,1 km lang und 0,54 km breit. Er teilt sich in zwei Teile, den Oberen und den Unteren Katzensee. Beide Seen werden oft auch gemeinsam als Katzenseen bezeichnet. Etwa 0,76 km östlich, unmittelbar an die Autobahn Zürich-Nordring angrenzend, liegt der kleinere Büsisee ⊙, wobei das schweizerdeutsche Wort Büsi so viel wie «Kätzchen» bedeutet.
Der Katzensee wird nach zwei Seiten entwässert. Nach Osten verläuft der Katzenbach die ersten 200 Meter unterirdisch. Er mündet auf dem Gebiet der Stadt Zürich in den Leutschenbach und dieser in die Glatt. Nach Westen fliesst der Furtbach. Er mündet bei Würenlos in die Limmat. Der Katzensee hat keinen oberirdischen Zufluss.

## Entstehung
Ihre Entstehung verdanken die beiden Katzenseen einer eiszeitlichen Moräne, die sie bis heute staut. Der Büsisee wurde als künstliches Sammelbecken für die Entwässerung des Autobahnabschnittes beim Bau der Nordumfahrung erstellt.

## Naturschutzgebiet
Die von Ried umgebenen Katzenseen liegen inmitten eines Feuchtgebiets von etwa 40 ha. Die beiden Seen verlanden langsam, und das Gebiet gilt als Schulbeispiel für Seenverlandung und Moorentwicklung, da dort auf relativ engem Raum sowohl ein Flachmoor als auch ein Hochmoor entstanden sind. Die Katzenseen sind immer wieder Ziel von naturwissenschaftlichen Exkursionen. In der Naturlandschaft sind 600 Arten von Blütenpflanzen nachgewiesen, unter denen sich zahlreiche seltene Vertreter finden, wie auch unter den vorkommenden Brutvögeln, Amphibien, Reptilien und Insekten.
Das Gebiet der Katzenseen wurde bereits 1912 vom Kanton Zürich unter Schutz gestellt und blieb daher weitgehend vor Verbauungen und Ameliorationen bewahrt. 1977 wurde das Gebiet ins Bundesinventar der Landschaften und Naturdenkmäler von nationaler Bedeutung aufgenommen.

## Naherholungsgebiet

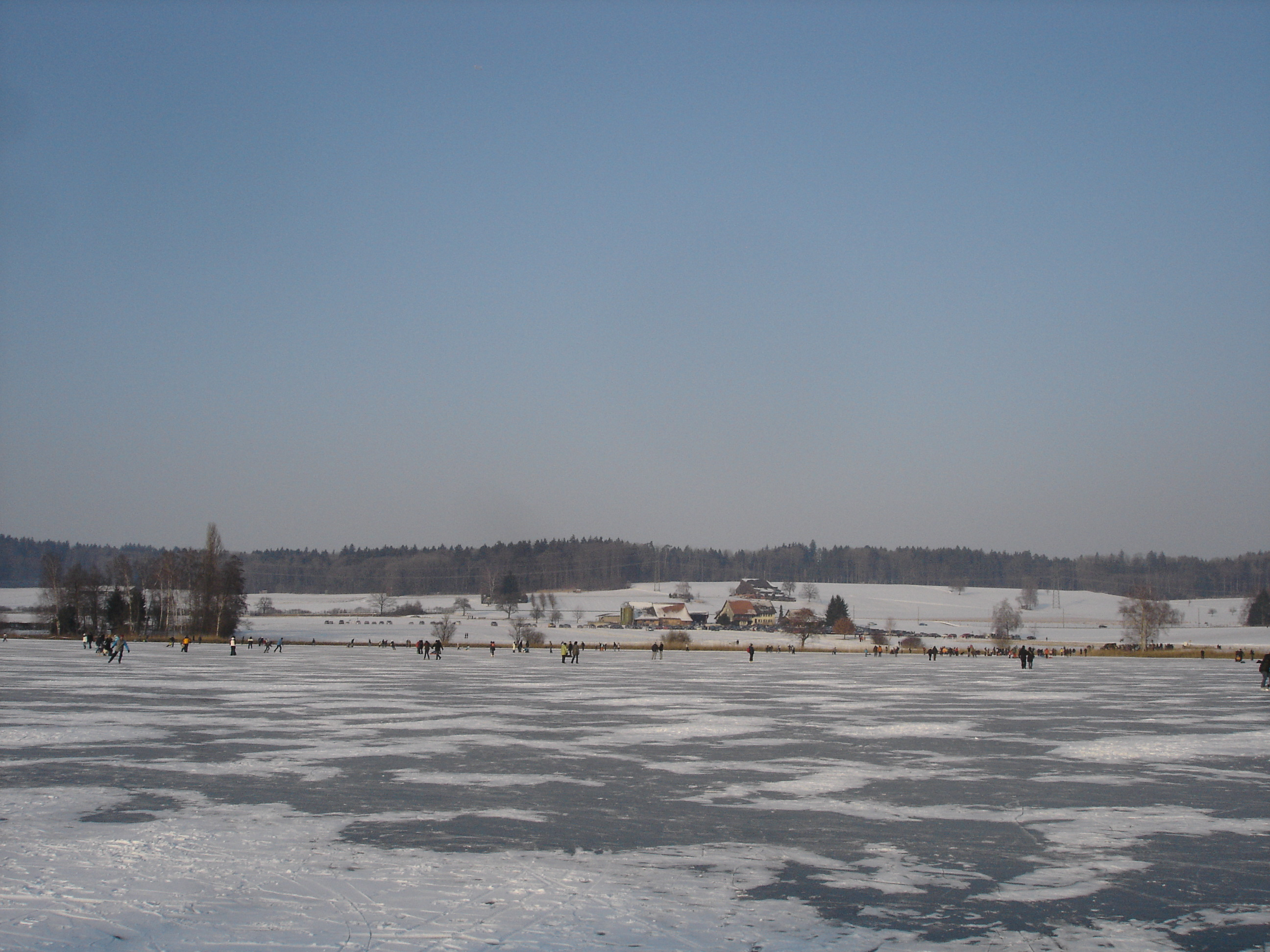
Auf dem oberen Katzensee, Seegfrörni 2012

Am Katzensee befinden sich ein kostenloses Strandbad sowie ein FKK-Bad. Außerdem gibt es noch die Dampfbahn Katzensee beim Waldhaus Katzensee.
Jeweils im Januar 2006 und 2009 fror der Katzensee zu und wurde zum Betreten offiziell freigegeben. Es lag gemäss Glaziologen Schwarzeis vor, das kompakt gefroren und zwischen 11,6 und 16 Zentimeter dick war. Davor konnte der See in den Jahren 1985 und 1991 begangen werden. Danach dauerte es 11 Jahre, bis es im Januar 2002 wieder hiess: «Eisfläche frei». Im Februar 2012 fror der See erneut zu.

## Namensherkunft
Die Herkunft des Wortes Katzensee hat nichts mit einer Katze zu tun. Der See wurde im 6. oder 7. Jahrhundert n. Chr. nach einem Alemannen namens Hatto benannt. Mit der Zeit verschob sich das «H» zu einem «K», und das Gewässer wurde so zum Katto-, dann zum Katten- und schliesslich zum Katzensee.